# Alma Mahler, la passió
Alma Mahler, la passió (títol original en alemany, Alma und Oskar) és un llargmetratge de 2022 dirigit per Dieter Berner i protagonitzat per Emily Cox com a Alma Mahler i Valentin Postlmayr com a Oskar Kokoschka. S'ha doblat i subtitulat al català.
El rodatge va tenir lloc durant 33 dies del 14 de juny al 10 d'agost de 2021 a Viena, Baixa Àustria, Praga, Slesvig-Holstein i Suïssa. El lloc de rodatge incloïa el districte industrial de Walzmühle a Frauenfeld.

## Sinopsi
Viena, 1912. Després de la mort de Gustav Mahler, l'Alma Mahler és una dona rica, i la bona societat vienesa està als peus de la jove vídua. Però l'Alma detesta les convencions. S'interessa per l'enfant terrible de l'escena artística, el jove pintor Oskar Kokoschka. El que ella pretenia com una curta aventura es converteix ràpidament en una apassionada relació d'amor-odi. L'Oskar veu l'Alma com la seva musa, però això correspon més a la seva fantasia masculina que al seu paper real. Perquè l'Alma també és una artista: és una compositora, cosa que era una tasca difícil per a una dona en aquell moment. Es desenvolupa un joc de dependència i poder que els porta a la vora de l'autodestrucció.